# 紐約公共圖書館總部
苏世民大楼（Stephen A. Schwarzman Building）通称为纽约公共图书馆总部（New York Public Library Main Branch）是美国纽约市的一个历史地标，位于曼哈顿中城第五大道40-42街之间，建于1897-1911年，目前面积 646,680平方英尺（60,079平方）。2008年以犹太富商苏世民命名。
著名的主阅览室（315号房间）面积78乘297英尺（24乘91），天花板高52-英尺（16-），有华丽的窗户和大吊灯。有许多著名作家和学者在图书馆进行研究和写作。
该建筑于1965年列为美國國家歷史地標，1966年列为國家史蹟名錄，1967年列为纽约市地标。

## 流行文化
紐約公共圖書館總部歷年來曾經出現於多齣電影之中，較為知名的包括：
- 捉鬼敢死隊（1984年）[5][6][7]
- 蜘蛛侠（2002年）[8][6]
- 時光機器（2002年）[9][7]
- （2004年）[6][7][8]
- 蜘蛛俠3（2007年）[7]
- 慾望城市（2008年）[6][7]
- 命運規劃局（2011年）[6]

## 圖片集

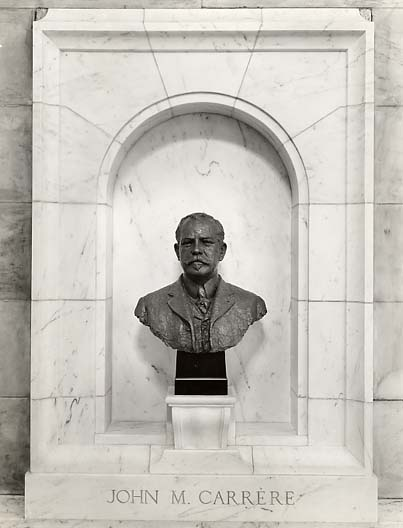
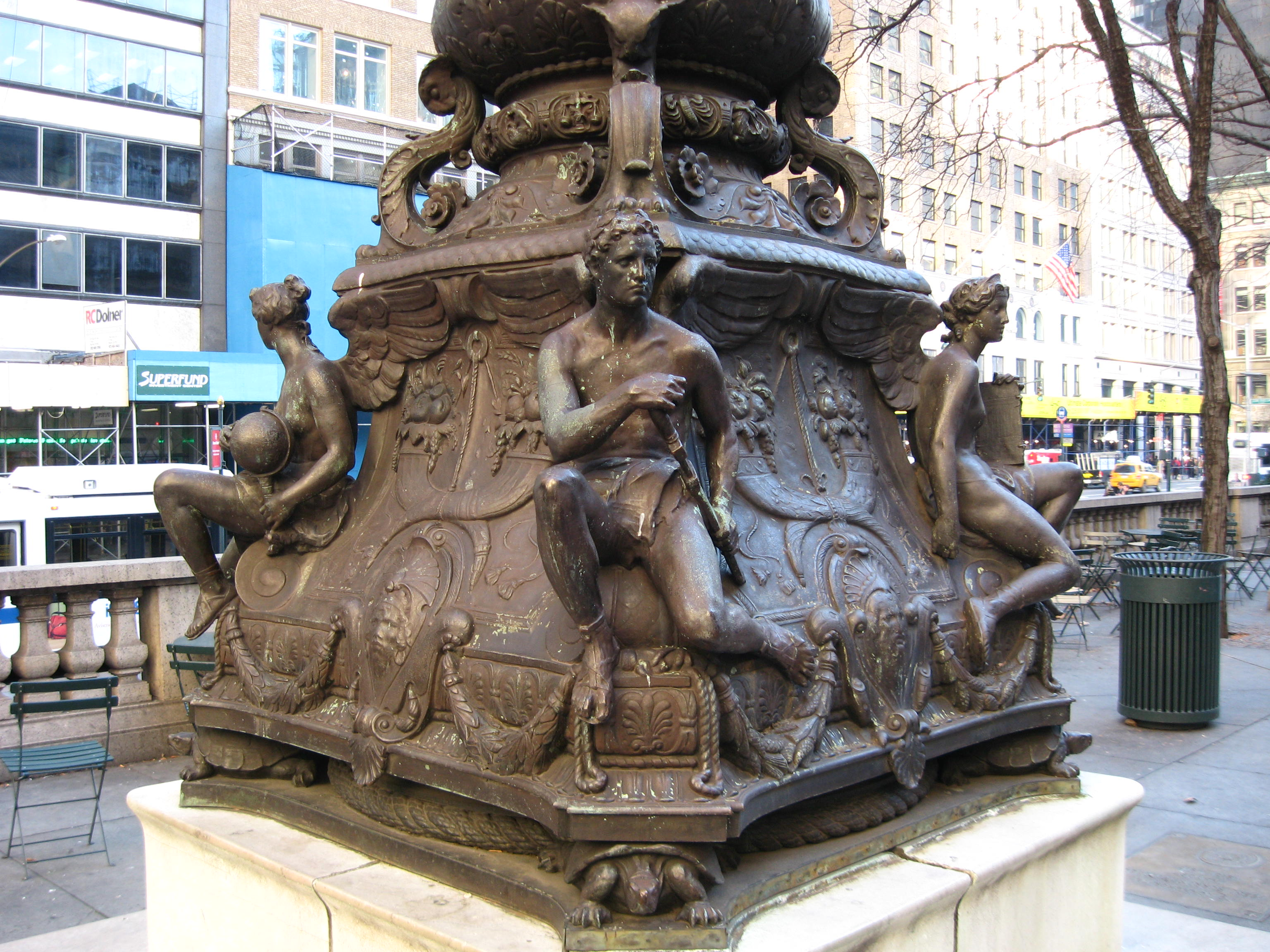
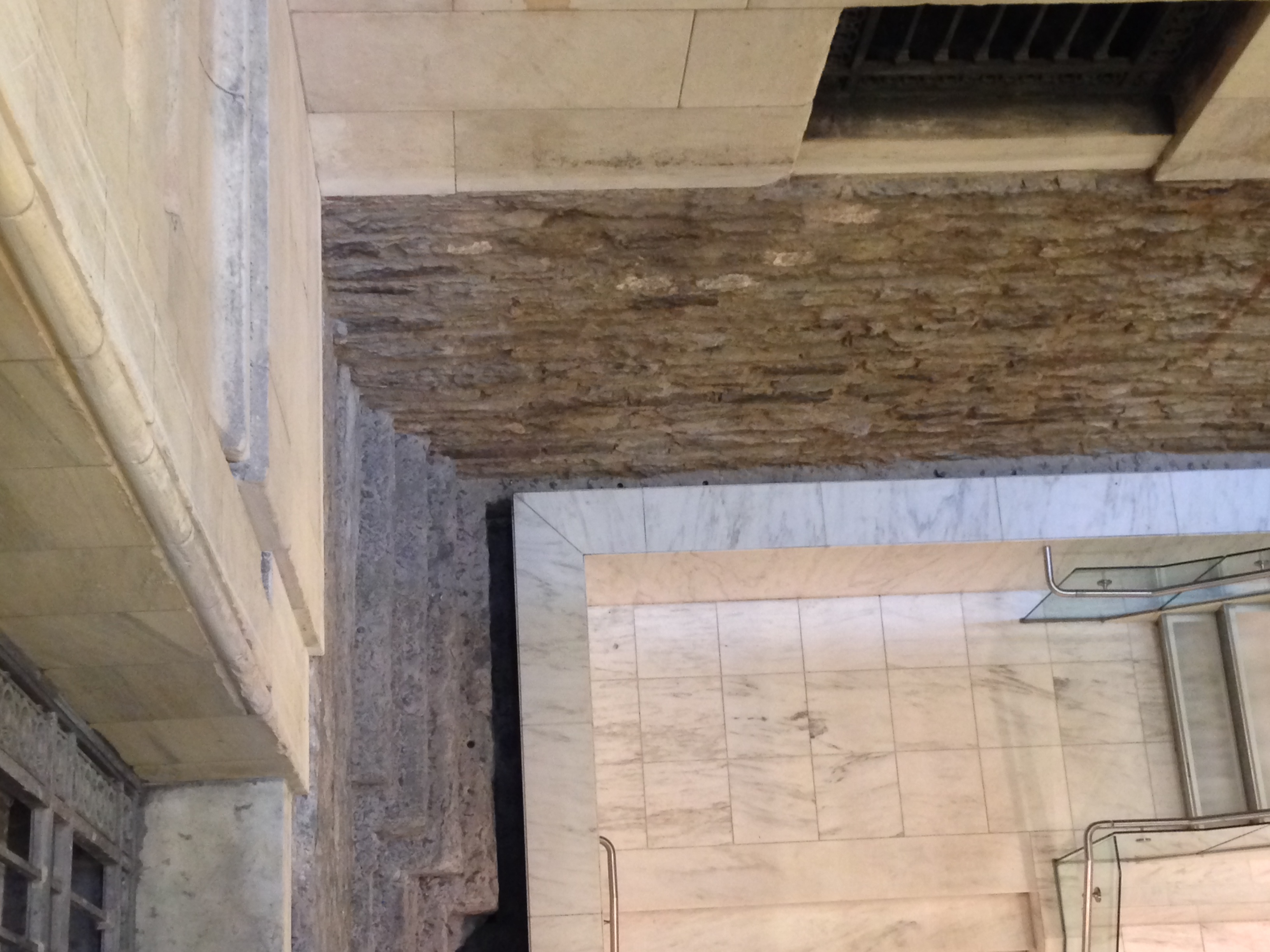
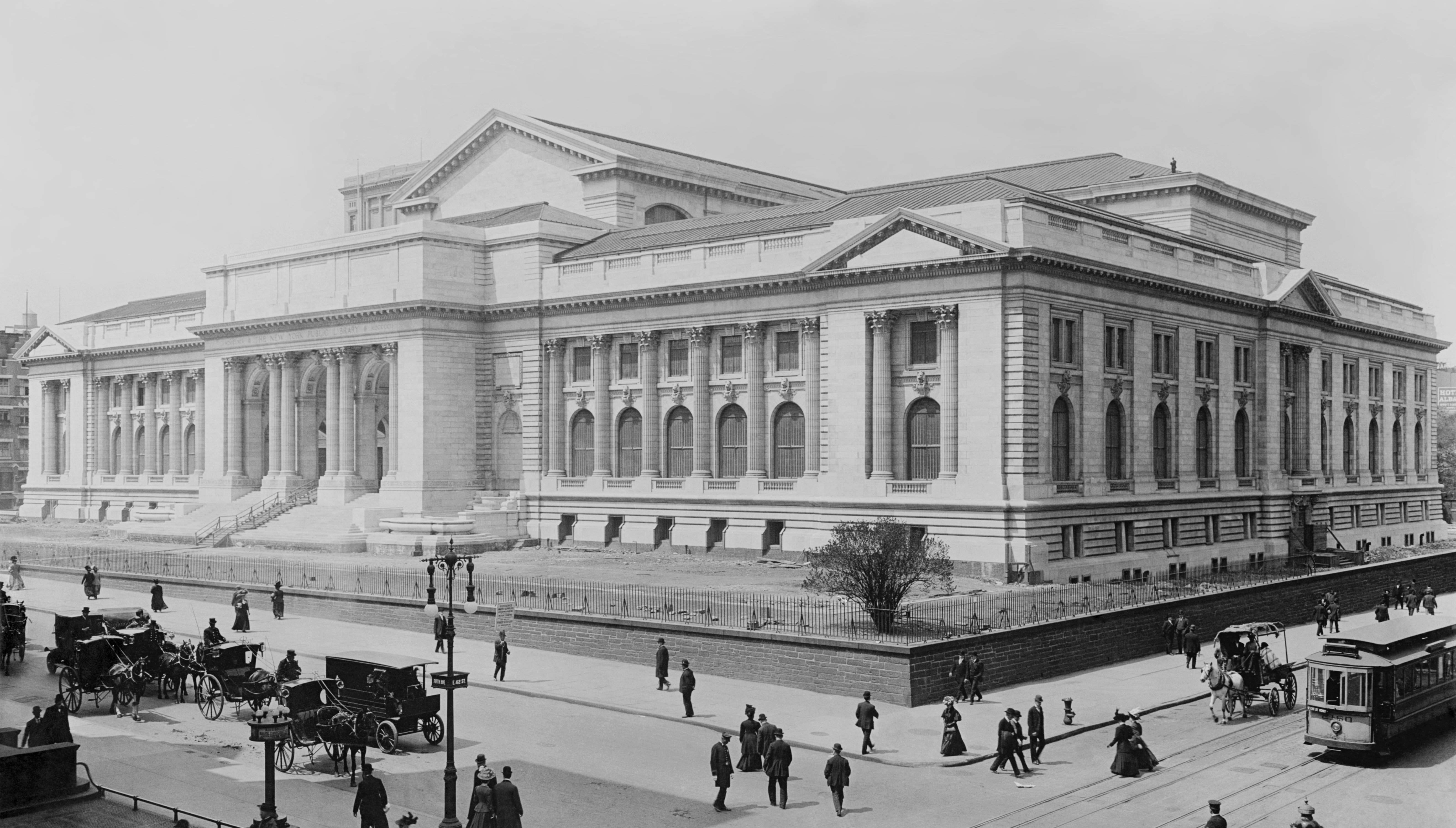
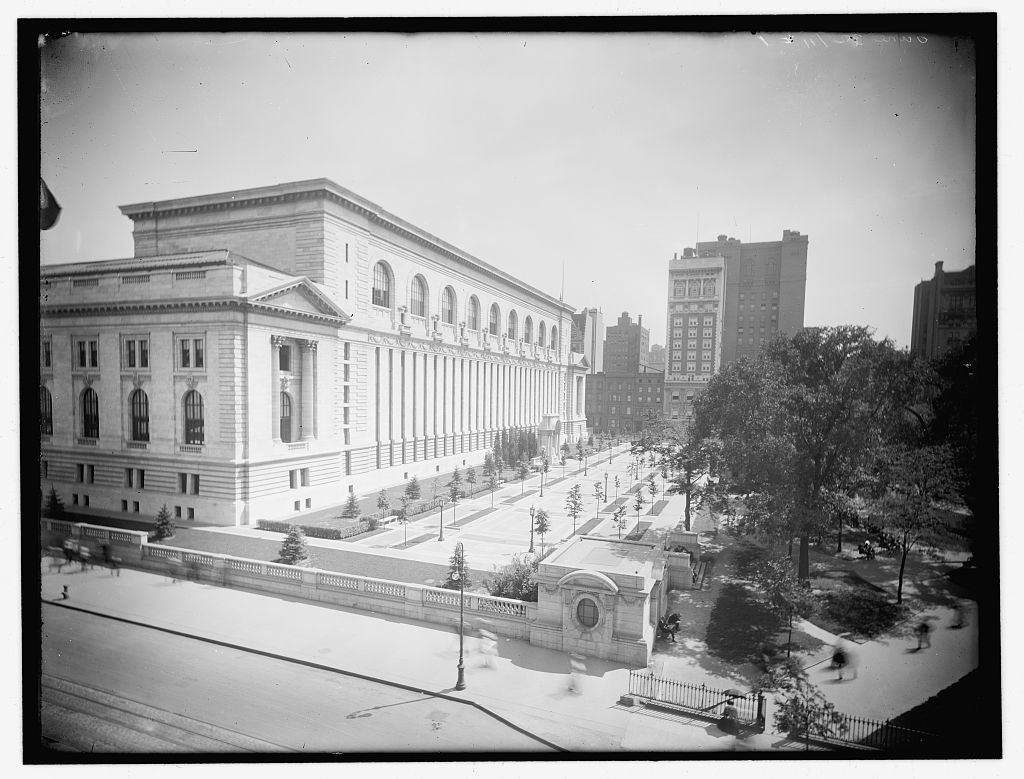
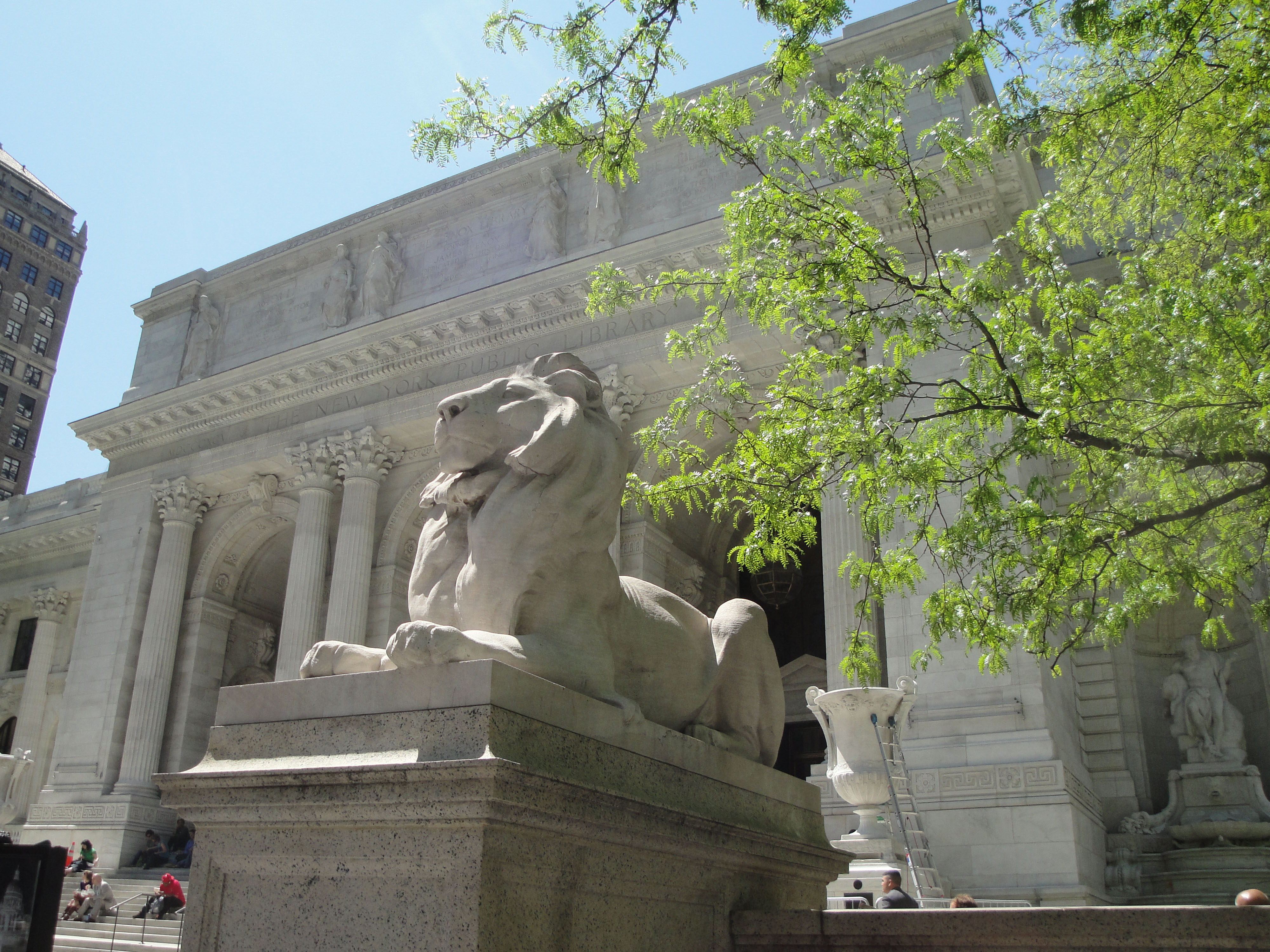
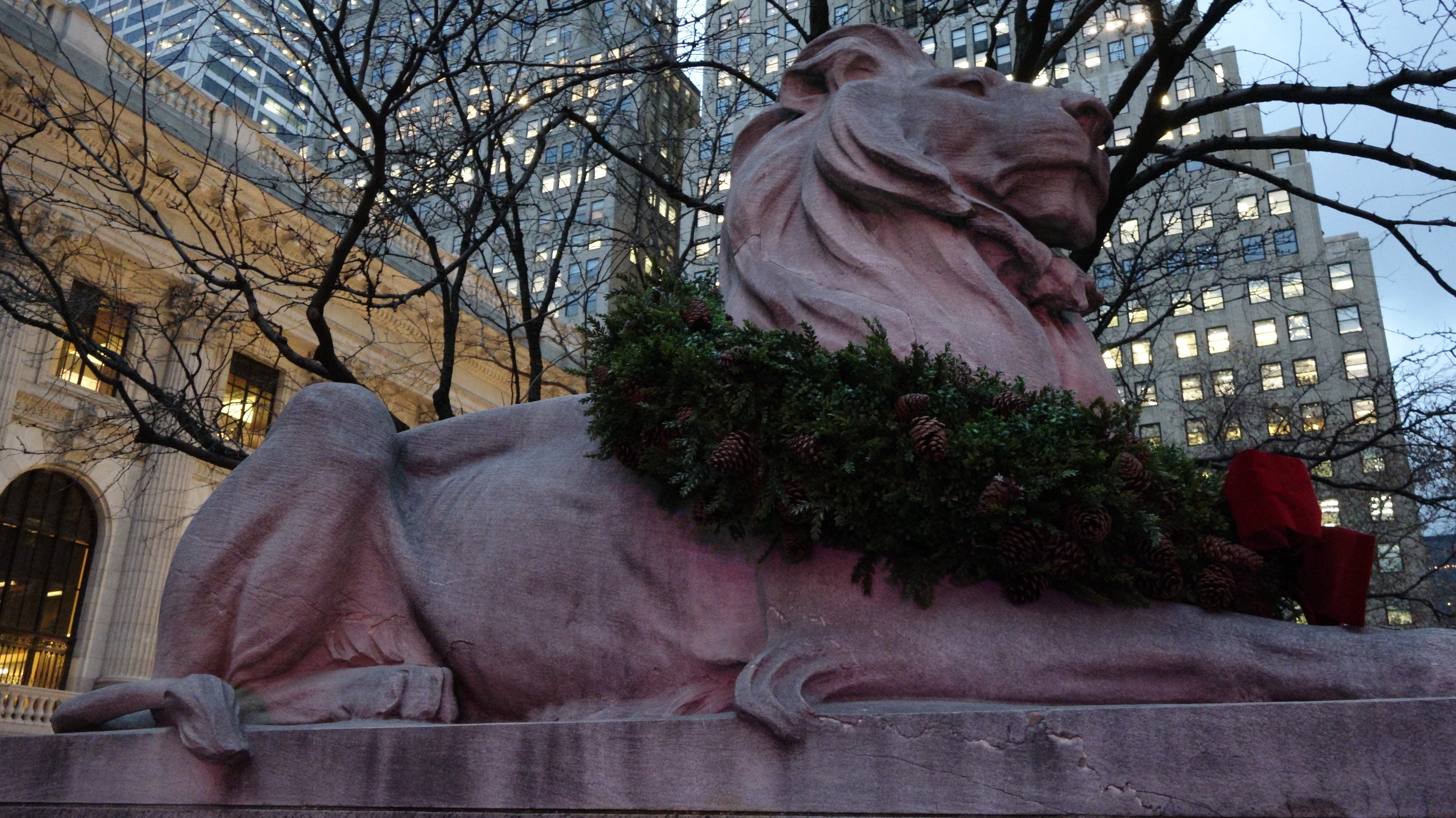

## 伸延閱讀
- Robin Pogrebin. . New York Times. 23 October 2008  [2016-12-09]. （原始内容存档于2021-04-30）.
- Nicolai Ouroussoff. . New York Times. 23 October 2008  [2016-12-09]. （原始内容存档于2021-01-25）.
- Scott Sherman. . The Nation. 19 December 2011  [2016-12-09]. （原始内容存档于2015-06-07）.